# Huns and Hyphens
Huns and Hyphens er en amerikansk stumfilm fra 1918 af Larry Semon.

## Medvirkende
- Larry Semon som Larry
- Madge Kirby som Vera Bright
- Stan Laurel
- Mae Laurel
- William McCall